# Incze Sándor (orvos)
Incze Sándor (Brassó, 1925. augusztus 11. –) erdélyi magyar orvos, orvosi szakíró.

## Életútja
A sepsiszentgyörgyi Székely Mikó Kollégiumban érettségizett (1944), oklevelét a marosvásárhelyi OGYI-ban szerezte (1950). Az orvostudományok doktora, az RSZK Akadémiája biomérnöki körének tagja. Előbb az OGYI élettani–táplálkozástani intézetében, illetve 1. számú belklinikáján dolgozott, 1954-től Brassóban főorvos, 1972-től Marosvásárhelyen a 3. számú belgyógyászati osztály tanársegédje, 1992-től adjunktusa.
Tudományos közleményei hazai román, magyar (Orvosi Szemle, Viaţa Medicală), illetve magyarországi (Orvosi Hetilap, Acta Physiologica) és belgiumi  szakfolyóiratokban jelentek meg. Főleg a keringési rendszer betegségeivel foglalkozott, kiemelkednek a perifériás vérkeringést szabályozó készülékről s a levegő negatív ionjainak a szervezetre gyakorolt pozitív hatásáról szóló dolgozatai. Különleges szabályozó és negatív ionokat gyártó készüléket szabadalmaztatta.
Népszerűsítő cikkeit a táplálkozásról, fekélybetegségről, magas vérnyomásról, perifériás érártalmakról az Előre, Steagul Roşu, Brassói Lapok közölte.